# 拉比哩比
《拉比哩比》是一款由香港開發者GemaYue與台灣CreSpirit工作室共同製作的2D橫向卷軸動作遊戲。2016年1月29日透過Steam商店於Windows平台發售，2017年9月於PlayStation 4發售，同年10月於PlayStation Vita發售。任天堂Switch版將於2019年10月17日推出。
主角艾莉娜（Erina）原本是一隻過著普通生活的普通兔子，直到某天醒來發現身處未知之地，並且變成了一個人類兔女郎。途中她遇見一隻名為莉波（Ribbon）的小妖精，在妖精的協助下踏上了尋找家園的冒險之旅。

## 遊玩方式

BOSS戰畫面，玩家必須不斷閃避BOSS施放的彈幕攻擊

《拉比哩比》是一款2D像素畫風的類銀河戰士惡魔城遊戲。玩家扮演一位兔女郎艾莉娜（Erina），在小妖精莉波（Ribbon）的陪伴下展開冒險。遊戲設計為一個廣大的非線性地圖，共有9個大型區域，玩家可自由探索不同的區域。不過遊戲初期玩家可能無法直接前往特定區域，必須先在流程中取得特定道具或技能才能通過，諸如二段跳躍、滑行等能力。場景中也充滿不少隱藏物品，在擁有特定技能後便能取得，讓玩家產生重複探索與解謎的動力。
戰鬥方面，主角艾莉娜的戰鬥方式為近戰，手持一把玩具槌子當作武器，流程中也有機會學到進階的連段攻擊技巧。小妖精莉波負責遠程攻擊，比方在集氣一段時間後可以施展橫向的光束射擊。遊戲中也有各種道具用來強化近戰或遠程的攻擊方式。流程中充滿大量的BOSS戰鬥，這些BOSS戰主要是彈幕射擊模式，BOSS會不斷施放大量的彈幕，玩家必須小心閃避以免受傷。
遊戲提供6種的難度讓玩家自由選擇，比方在簡單難度下玩家幾乎不會受傷，讓不同程度的玩家都能找到合適的難度。此外，Boss Rush模式讓玩家可以單純只挑戰BOSS戰，Speedrun模式方便玩家挑戰快速通關。 

## 開發與發行
《拉比哩比》的作者GemaYue是一位香港開發者，原是一位系統工程師，後來因興趣而轉向遊戲開發領域。《拉比哩比》是GemaYue的第一款遊戲作品，選擇以兔女郎當作主角的靈感源自於他童年遊玩的一款SEGA土星平台遊戲，該遊戲主角也是一位手持玩具槌的兔女郎。在橫向動作的設計方面，受到《洛克人Zero系列》、《銀河戰士系列》、《惡魔城系列》等作品的影響。在彈幕射擊方面，受到《宇宙巡航艦系列》、《太空戰鬥機》系列、《R-Type》、《東方Project》系列...等作品的影響。此外，獨立遊戲《VVVVVV》也是GemaYue喜愛的作品之一。
2014年初，GemaYue著手開始創作《拉比哩比》。2015年8月15日，GemaYue提供玩家下載遊戲的早期試玩版，同時透過Steam綠光宣傳遊戲，並在一週之內通過綠光。此外他也在Indiegogo網站展開募資活動，募資目標為2萬美金，但直到10月活動結束時只募得1萬美金，並未達成目標。2015年11月，GemaYue加入台灣的CreSpirit工作室，成為該團隊的程式設計師，並與工作室一同開發遊戲。GemaYue負責本作的遊戲設計、人物設計、2D像素圖、程式編寫等主要項目，而人物立繪與CG圖像則由Saiste負責，Q版人物插畫由Waero負責。2016年1月29日，遊戲正式在Steam商店發售，由美國發行商Sekai Project負責Steam版發行業務。
2017年9月，PlayStation 4與PlayStation Vita版在歐洲地區發售，同年10月於北美地區發售。2018年5月18日，PS4版在亞洲區正式發售。2018年1月8日，官方宣布將推出Switch版。2019年9月，Switch版發售日確定為2019年10月17日。

## 評價
| 汇总媒体   | 得分        |
| ---------- | ----------- |
| Metacritic | PS4：80/100 |

| 媒体                  | 得分   |
| --------------------- | ------ |
| HardcoreGamer         | 4/5    |
| GameGrin              | 8.5/10 |
| PlayStation Lifestyle | 8/10   |

遊戲發售後受到各界普遍好評，在Metacritic網站上PS4版獲得了80/100的媒體平均分數。
GameGrin給予遊戲8.5/10的評分。評論者認為遊戲從外表上看似是一個Q版小動物的輕鬆冒險，實則是一個瘋狂的彈幕地獄。雖然故事劇情與人物刻劃相當薄弱，但紮實的遊戲內容與刺激的戰鬥體驗仍然值得嘗試。
PlayStation LifeStyle給予遊戲8/10的評分。評論者認為本作是一款有趣的類銀河戰士惡魔城遊戲，提供廣大的地圖與豐富的收集物品，激發玩家的探索慾望；遊戲中也提供不同難度的選項，讓不擅長動作遊戲的玩家也能玩得開心；可愛的角色與亮麗的像素畫面也是一大吸引力。不過相比之下，音樂和劇情就顯得平淡無奇。

## 外部連結
- .   [2019-04-18]. （原始内容存档于2018-03-07）.（繁體中文）
- CreSpirit官方網站 （页面存档备份，存于）（繁體中文）